# Peter Broadbent
Peter Broadbent (Elvington, 15 maggio 1933 – Himley, 1º ottobre 2013) è stato un calciatore inglese, di ruolo centrocampista.

## Carriera
Giocò la parte migliore della sua carriera nel Wolverhampton, con cui vinse per tre volte il campionato inglese (1954, 1958, 1959) e per una volta la FA Cup (1960).

## Statistiche

### Cronologia presenze e reti in nazionale
| Cronologia completa delle presenze e delle reti in nazionale ― Inghilterra | Cronologia completa delle presenze e delle reti in nazionale ― Inghilterra | Cronologia completa delle presenze e delle reti in nazionale ― Inghilterra | Cronologia completa delle presenze e delle reti in nazionale ― Inghilterra | Cronologia completa delle presenze e delle reti in nazionale ― Inghilterra | Cronologia completa delle presenze e delle reti in nazionale ― Inghilterra | Cronologia completa delle presenze e delle reti in nazionale ― Inghilterra | Cronologia completa delle presenze e delle reti in nazionale ― Inghilterra |
| Data                                                                       | Città                                                                      | In casa                                                                    | Risultato                                                                  | Ospiti                                                                     | Competizione                                                               | Reti                                                                       | Note                                                                       |
| -------------------------------------------------------------------------- | -------------------------------------------------------------------------- | -------------------------------------------------------------------------- | -------------------------------------------------------------------------- | -------------------------------------------------------------------------- | -------------------------------------------------------------------------- | -------------------------------------------------------------------------- | -------------------------------------------------------------------------- |
| 17-6-1958                                                                  | Göteborg                                                                   | Unione Sovietica                                                           | 1 – 0                                                                      | Inghilterra                                                                | Mondiali 1958                                                              | -                                                                          |                                                                            |
| 4-10-1958                                                                  | Belfast                                                                    | Irlanda del Nord                                                           | 3 – 3                                                                      | Inghilterra                                                                | Torneo Interbritannico 1958                                                | -                                                                          |                                                                            |
| 26-11-1958                                                                 | Birmingham                                                                 | Inghilterra                                                                | 2 – 2                                                                      | Galles                                                                     | Torneo Interbritannico 1958                                                | 2                                                                          |                                                                            |
| 11-4-1959                                                                  | Londra                                                                     | Inghilterra                                                                | 1 – 0                                                                      | Scozia                                                                     | Torneo Interbritannico 1958                                                | -                                                                          |                                                                            |
| 6-5-1959                                                                   | Londra                                                                     | Inghilterra                                                                | 2 – 2                                                                      | Italia                                                                     | Amichevole                                                                 | -                                                                          |                                                                            |
| 13-5-1959                                                                  | Rio de Janeiro                                                             | Brasile                                                                    | 2 – 0                                                                      | Inghilterra                                                                | Amichevole                                                                 | -                                                                          |                                                                            |
| 9-4-1960                                                                   | Glasgow                                                                    | Scozia                                                                     | 1 – 1                                                                      | Inghilterra                                                                | Torneo Interbritannico 1959                                                | -                                                                          |                                                                            |
| Totale                                                                     |                                                                            | Presenze                                                                   | 7                                                                          |                                                                            | Reti                                                                       | 2                                                                          |                                                                            |

## Palmarès

### Club

#### Competizioni nazionali
- Campionato inglese: 3

Wolverhampton: 1953-1954, 1957-1958, 1958-1959
- Charity Shield: 3

Wolverhampton: 1954, 1959, 1960
- Coppa d'Inghilterra: 1

Wolverhampton: 1959-1960